# دون باري
دون باري هو لاعب كرة القدم الكندية كندي، ولد في 23 يونيو 1931 في إدمونتون في كندا، وتوفي في 30 مايو 2014 في كنمور في كندا.

## وصلات خارجية
- دون باري على موقع JustSportsStats.com (الإنجليزية)